# Limburk (belgická provincie)
Limburk (nizozemsky Limburg, francouzsky Limbourg) je jedna z deseti belgických provincií a nachází se na východě Vlámského regionu.
Na severu a na východě sousedí s Nizozemskem, na jihu s valonskou provincií Lutych a na západě s vlámskými provinciemi Vlámský Brabant a Antverpy.
Téměř celá provincie leží na západ od řeky Mázy, výjimkou je pouze obec Voeren, která leží mezi Nizozemskem a provincií Lutych a nesousedí s žádnou z dalších obcí provincie Limburk.
Rozloha provincie činí 2422 km² a počet obyvatel činí 814 658 (podle údajů z 1. ledna 2006).

## Historický přehled
Název provincie je odvozen od pevněného města Limbourgu ležícího v Ardenách na řece Vesdre, nyní náležejícího k valonské provincii Lutych. Toto město bylo metropolí středověkého vévodství Limburg, které se rozkládalo severně od města Lutychu. Nicméně z moderní belgické provincie Limburgu k tomuto vévodství náležela jen malá část území, zatímco většina náležela k hrabství Loon, další části náležely k lutyšskému biskupství, k brabantskému vévodství, jakož i k dalším menším celkům.
Když Napoleon obsadil Spojené provincie nizozemské a Rakouské Nizozemí, začlenil území moderního belgického Limburgu do departementu Meuse-Inférieure. S koncem napoleonských válek velmoci (Spojené království, Prusko, Rakouské císařství, Ruské carství a Francie) připojily roku 1815 oblast k novému Spojenému království Nizozemskému. Předchozí departement se stal provincií s názvem „Maastricht“, pojmenovanou po svém správním středisku Maastrichtu. Tato provincie zahrnovala i území dnešního "nizozemského" Limburgu. První král Vilém I., který chtěl zachovat název Limburgu, trval na přejmenování provincie na Limburg, což bylo realizováno.
Když vznikla roku 1830 Belgie, byla provincie Limburg zpočátku zcela pod belgickou kontrolou. Roku 1839 došlo k jejímu rozdělení na tzv. Nizozemský Limburg a Belgický Limburg. Roku 1963 byla k provincii z jazykových důvodů připojena obec Voeren, předtím náležející k provincii Lutychu.
K výraznějšímu ekonomickému rozvoji provincie Limburk došlo na počátku 20. století díky těžbě uhlí.
Dnes je z hlediska hospodářství důležitý automobilový a chemický průmysl a začíná se rozvíjet sektor služeb.

## Administrativní rozdělení
Provincie Limburk se dělí na 3 okresy (nizozemsky arrondissementen), které zahrnují celkem 44 obcí. Hlavní a zároveň největší město je Hasselt.
| Arrondissement | Arrondissement Hasselt | Arrondissement Maaseik | Arrondissement Tongeren |
| Poloha         | | | |
| Počet obyvatel | 393 460 | 225 770 | 192 732 |
| Obce           | - As - Beringen - Diepenbeek - Genk - Gingelom - Halen - Ham - Hasselt - Herk-de-Stad - Heusden-Zolder - Leopoldsburg - Lummen - Nieuwerkerken - Opglabbeek - Sint-Truiden - Tessenderlo - Zonhoven - Zutendaal | - Bocholt - Bree - Dilsen-Stokkem - Hamont-Achel - Hechtel-Eksel - Houthalen-Helchteren - Kinrooi - Lommel - Maaseik - Meeuwen-Gruitrode - Neerpelt - Overpelt - Peer | - Alken - Bilzen - Borgloon - Heers - Herstappe - Hoeselt - Kortessem - Lanaken - Maasmechelen - Riemst - Tongeren - Voeren - Wellen |